# 海莉耶塔·拉克斯

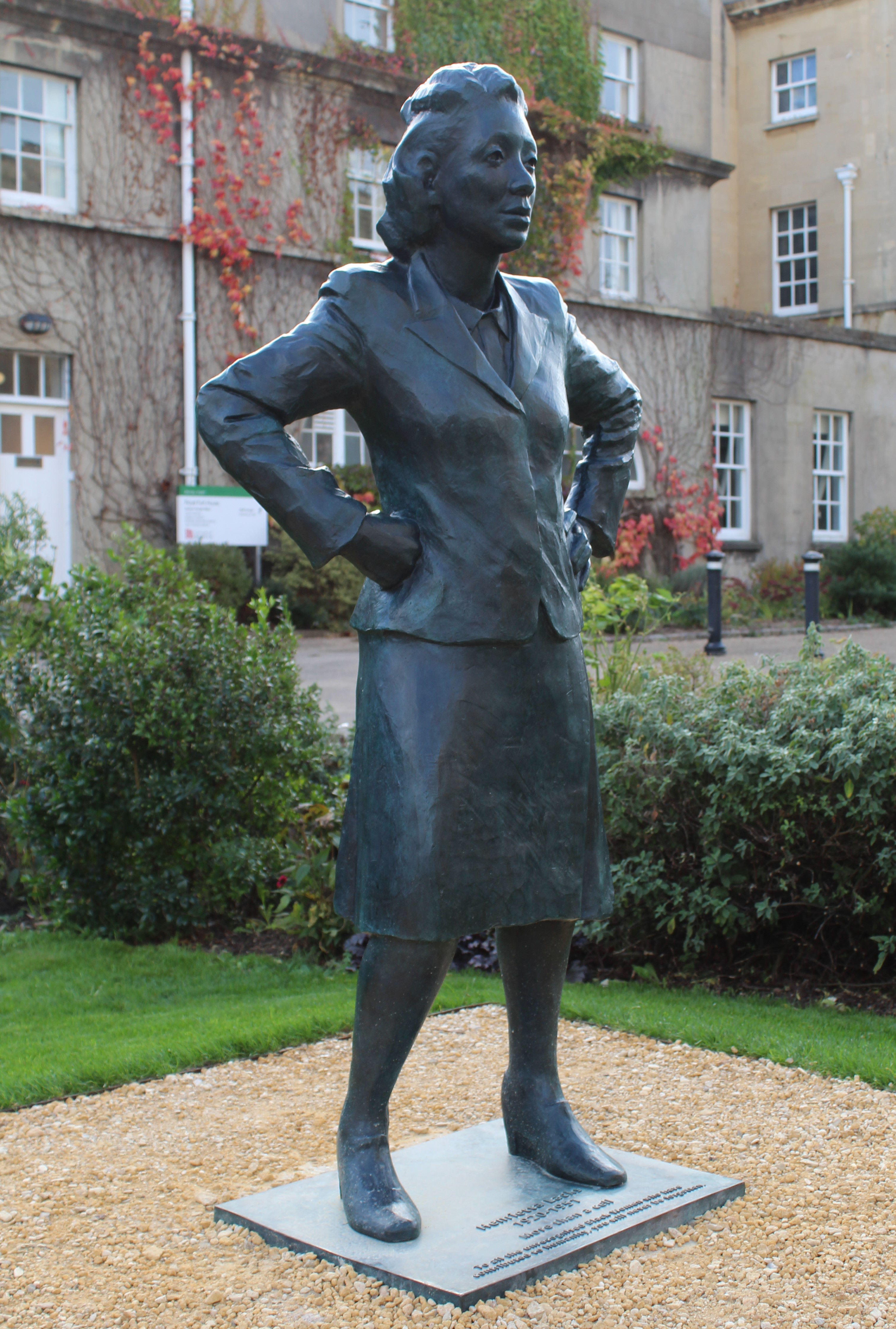
海莉耶塔·拉克斯雕像

海莉耶塔·拉克斯（英語：Henrietta Lacks，1920年8月1日—1951年10月4日） 是一位非裔美国妇女，她是海拉细胞的提供者，这是第一个人類永生細胞系，也是医学研究中最重要的细胞系之一。永生細胞系在特定条件下可以无限期地繁殖。
1951年1月29日，拉克斯前往美国马里兰州巴爾的摩的约翰斯·霍普金斯医院治疗子宮頸癌，在活體組織檢查時，醫務人員從她身上提取了癌细胞並且將細胞留在醫院，而拉克斯本人並不知情。这些细胞随后被乔治·奥托·盖培养，這些細胞後來被稱為海拉細胞，至今仍被用于医学研究。按照当时的惯例，培养拉克斯的癌細胞並不需要征得拉克斯本人同意。她和她的家人也都没有因为提供这些细胞而得到补偿。
1951年8月8日，拉克斯再次前往约翰斯·霍普金斯医院接受常规治疗，並且由于持续的腹痛而住院。她在醫院接受了输血，并住在医院直到1951年10月4日去世。尸检显示，癌細胞已經转移到她的全身各個部位。而直到1975年，拉克斯的家人才知道海拉細胞是來源自拉克斯。随着对该海拉細胞来源的逐渐公开，其在医学研究和商业用途上的使用引起人们对隐私和病人权利的关注。